# Смендес
Смендес био је оснивач Двадесетпрве династије Египта. На престо је дошао сахрањивши Рамзеса XI у Доњем Египту - територији коју је контролисао. Египатско, односно родно име му је било Несбанебдјед.
Док је Смендесово тачно порекло још увек мистерија, претпоставља се да је био моћан гувернер Доњег Eгипта у Ери препорода Рамзеса XI те да му је седиште било у Танису.